# Kołaczek (Budy-Grzybek)
Kołaczek – część wsi Budy-Grzybek w Polsce położona w województwie mazowieckim, w powiecie grodziskim, w gminie Jaktorów.
W latach 1975–1998 miejscowość należała administracyjnie do województwa skierniewickiego.